# Kuo Cheng-wei
Kuo Cheng-wei, född 9 november 1983, är en taiwanesisk bågskytt. Han deltog vid olympiska sommarspelen 2008 och olympiska sommarspelen 2012.